# Mohamed Bengrina
Mohamed Bengrina est un footballeur algérien né le 20 mars 1996 à Ouargla. Il évolue au poste de milieu offensive à l'ES Ben Aknoun.

## Biographie
En 2016, Bengrina est promue en équipe première de l'USM Alger.
Il est le fils de l'homme politique algérien Abdelkader Bengrina.